# Marija u mormonizmu
| Portal:Kršćanstvo | Portal: Kršćanstvo |

Marija je bila Židovka koja je živjela u prvom stoljeću te je bila majka Isusa Krista, osnivača kršćanstva. U mormonizmu, Marija je spomenuta u Mormonovoj knjizi.
Prema učenju mormonizma, Marija je rodila Isusa kao djevica, premda mormoni ne vjeruju da je Marija ostala djevica nakon tog događaja. Mormoni također ne vjeruju u katoličke dogme koje se tiču Marije, poput bezgrešnog začeća Marije i njezinog uznesenja na nebo. Mormonizam naučava da su Isusova braća djeca Marije i njezinog supruga Josipa. Mormoni ne mole Mariju te ju ne smatraju posrednicom između Boga i ljudi. U Mormonovoj knjizi, Marija je spomenuta imenom u proročanstvima te je nazvana „najljepšom od sviju djevica”.
U prvom izdanju Mormonove knjige, Marija je prozvana „majkom Božjom”, ali je u sljedećim izdanjima to promijenjeno u „majka Sina Božjeg”.